# Invicta FC03
Invicta Fighting Championship03（インヴィクタ　ファイティング　チャンピオンシップゼロサン、通称：Invicta FC）は、アメリカ合衆国の女子総合格闘技イベントInvicta FCの大会の一つ。2012年10月6日、カンザス州カンザスシティのメモリアル・ホールで開催される。

## 概要
世界初の女子総合格闘技イベント第3回大会。提携団体である日本のJEWELSからJEWELSフェザー級チャンピオンのスギロックが参戦しアトム級47.6kg以下の初代王座決定戦に出場する。
またストライクフォースからは元Strikeforce女子世界バンタム級王者サラ・カフマンが出場することが発表された。
所属選手以外にも提携団体から多くの選手が派遣され豪華なラインナップである